# Rudnik diamantov Jwaneng
Rudnik diamantov Jwaneng je najbogatejši rudnik diamantov na svetu in tudi drugi največji na svetu. Imenujejo ga »princ rudnikov« in leži v južno-osrednji Bocvani, približno 170 kilometrov jugozahodno od mesta Gaborone.
Jwaneng pomeni 'kraj draguljev', rudnik Jwaneng pa v cvanščini pomeni »kjer se najde majhen kamen«. Rudnik je v lasti podjetja Debswana, skupnega podjetja De Beers in vlade Bocvane. Z obratovanjem je začel leta 1982.
Rudnik ima v lasti in upravlja lokalno bolnišnico Jwaneng Mine, osnovno šolo Acacia in letališče Jwaneng. Rudnik ima certifikat ISO 14001 za okoljsko skladnost, saj je bil leta 2000 prvi rudnik v Bocvani, ki je ta certifikat dosegel.

## Zgodovina
V zgodnjih 1970-ih so obsežne geološke raziskave podjetja De Beers Exploration februarja 1973 privedle do odkritja nahajališča Jwaneng, po devetih letih ocenjevanja in gradnje pa je leta 1982 postalo v celoti operativno. Leta 2021 je bilo izkopanih približno 107 milijonov ton kamnin. Leta 2023 je bilo proizvedenih 13,3 milijona karatov diamantov.

### Časovnica odkritja
| Leto | Aktivnosti                                                             | Geologi                             | Odkritje                                                                               | Opomba | Reference |
| ---- | ---------------------------------------------------------------------- | ----------------------------------- | -------------------------------------------------------------------------------------- | ------ | --------- |
| 1962 | Izvidnica cest                                                         | Jim Gibson/Jim Platt                | Neplodni vzorci                                                                        | n/a    | [ 12 ]    |
| 1963 | Ni aktivnosti                                                          | Ni aktivnosti                       | Ni aktivnosti                                                                          | n/a    | [ 12 ]    |
| 1964 | Ni aktivnosti                                                          | Ni aktivnosti                       | Ni aktivnosti                                                                          | n/a    | [ 12 ]    |
| 1965 | Ni aktivnosti                                                          | Ni aktivnosti                       | Ni aktivnosti                                                                          | n/a    | [ 12 ]    |
| 1966 | Ni aktivnosti                                                          | Ni aktivnosti                       | Ni aktivnosti                                                                          | n/a    | [ 12 ]    |
| 1967 | Ni aktivnosti                                                          | Ni aktivnosti                       | Ni aktivnosti                                                                          | n/a    | [ 12 ]    |
| 1968 | Ni aktivnosti                                                          | Ni aktivnosti                       | Ni aktivnosti                                                                          | n/a    | [ 12 ]    |
| 1969 | Rekonstrukcijsko vzorčenje tal                                         | Mike Whateley/Keith Huxham in drugi | Prvi izkopi indikatorskega materiala kimberlit, potrjeni z DRL                         | [ a ]  | [ 12 ]    |
| 1970 | Podrobno vzorčenje tal                                                 | Mike Whateley/Bruce Lynn            | Rezultati prostorske porazdelitve progresivnega kimberlitnega indikatorskega materiala | n/a    | [ 12 ]    |
| 1971 | Podrobna mrežasta vzorčenja                                            | Mike Whateley/Bruce Lynn            | Rezultati prostorske porazdelitve progresivnega kimberlitnega indikatorskega materiala | n/a    | [ 12 ]    |
| 1972 | Zemeljska magnetika in gravitacija/vrtanje                             | Peter Bickerstaff                   | 2424D/K1                                                                               | [ b ]  | [ 12 ]    |
| 1972 | Podrobno vzorčenje tal/magnetizacija tal/vrtanje                       | Stuart Vercoe/Norman Lock           | 2424D/K2                                                                               | [ b ]  | [ 12 ]    |
| 1973 | Podrobno vzorčenje tal/magnetizacija tal/vrtanje                       | Stuart Vercoe/Norman Lock           | 2424D/K2                                                                               | [ b ]  | [ 12 ]    |
| 1974 | Podrobna mreža ilovnatih/zemeljskih magnetov/vrtalnih/zračnih magnetov | Stuart Vercoe and others            | 2424KD/K3 and 2424KD/K4                                                                | [ b ]  | [ 12 ]    |
| 1975 | Podrobna mreža tal/magnetnih preiskav tal/vrtanja                      | Stuart Vercoe and others            | 2424D/K5 and 2424KD/K6                                                                 | [ b ]  | [ 12 ]    |
| 1976 | Podrobna mreža tal/magnetnih preiskav tal/vrtanja                      | Stuart Vercoe and others            | 2424D/K7                                                                               | [ b ]  | [ 12 ]    |
| 1977 | Podrobna mreža tal/magnetnih preiskav tal/vrtanja                      | Stuart Vercoe and others            | 2424D/K8                                                                               | [ b ]  | [ 12 ]    |

## Geologija
Diamantni rudnik Jwaneng je znotraj kimberlitnega polja Orapa. V rudniku je »cev Jwaneng«, vulkanski krater, ki je nastal v permskem obdobju pred približno 240–250 milijoni let. Cevi so prebile skrilavce, dolomite in kvarcite skupine Pretoria strukture supergrupe Transvaal. Zgornji del prevleke sestavljajo rdečkasti kalaharijski peski in spodaj ležeči zaporedji detritalnih karbonatnih cementov s skupno debelino do 60 metrov. Rudnik je sestavljen iz treh kimberlitnih cevi. Iz ogromnega rudnika se pridobivajo rude, ki vsebujejo diamante, in se prevažajo v predelovalne obrate in proizvodne obrate.

## Gospodarski vpliv
Rudnik od leta 2024 zaposluje več kot 2500 ljudi. Velik projekt si prizadeva razširiti proizvodnjo v Jwanengu z ustvarjanjem približno 4500 delovnih mest ali več na leto, pričakuje pa se, da bo k gospodarstvu Bocvane prispeval več kot 25 milijard ameriških dolarjev.
Leta 2015 so v Jwanengu izkopali diamante s skupno velikostjo 10,5 milijona karatov. Nahajališče ima visoko gostoto diamantov, ki znaša 1,25 karata/tono, kar je eden od razlogov, zakaj velja za najbogatejše nahajališče na svetu. Globina dna odprtega rudnika je leta 2015 dosegla približno 400 metrov, do leta 2017 pa naj bi se povečala na 624 metrov.